# یوئلبی کسادا
یوئلبی کسادا (اسپانیایی: Yoelbi Quesada‎؛ زادهٔ ۴ اوت ۱۹۷۳) ورزشکار پرش سه‌گام اهل کوبا بود.
وی در مسابقات کشوری و بین‌المللی در مجموع برندهٔ ۶ مدال طلا، ۲ مدال نقره، ۳ مدال برنز شده‌است.